# Ambrogio Landriani
Ambrogio Landriani (San Costanzo, 1459 – San Costanzo o Ripe, 1527) è stato un nobile e militare italiano durante le Guerra d'Italia del 1521-1526 e le Campagne transalpine dei Confederati, al servizio di Urbino..

## Biografia
Ambrogio Landriani nacque nel 1459. Proveniente da una famiglia nobile, fu al servizio di Francesco Maria I Duca di Urbino, sotto il cui comando raggiunse il grado di Luogotenente Generale nel 1512 (questo ruolo di prestigio sottolinea la sua importanza e abilità militare). Fu Conte di San Costanzo, di Ripe e di Tomba fino alla sua morte, passando poi a Giovanni Battista.
Era figlio di Antonio Landriani e di Elisabetta Beccaria. La sua famiglia benestante e di alto rango sociale gli permise di ricevere un'educazione adeguata e di fare carriera nell'esercito.
È nota anche la sua partecipazione attiva alla Battaglia della Bicocca ove comandò le truppe per conto del Duca.
Ambrogio morì nel 1527 all'età di 68 anni.

## Discendenza
Ambrogio sposò Caterina Polidori, che morì nel 1575. Insieme ebbero diversi figli:
- Elisabetta Landriani (†) - Sposata con Niccolò Mauruzi, Conte della Stacciola (ca. 1498-1542).
- Giovanni Battista Landriani (†) - Sposato con una donna di cui non si conosce il nome (†).
- Girolama Landriani (†) - Sposata con Angelo Ferretti, Conte di Castelferretti (1506-1574).
- Giuseppe Francesco Landriani (†1579) - Ebbe tre relazioni: sposato con Barbara Trivulzio (†), Teresa Oiiza (†), e Ippolita Settimo di Giarratana (†).[1]